# 1978-as MotoGP-világbajnokság
Az 1978-as MotoGP-világbajnokság volt a gyorsaságimotoros-világbajnokság 30. szezonja.

## Versenynaptár
| #  | Nagydíj             | Helyszín     | 50 cm³ győztes    | 125 cm³ győztes    | 250 cm³ győztes | 350 cm³ győztes   | 500 cm³ győztes  | Összefoglaló |
| -- | ------------------- | ------------ | ----------------- | ------------------ | --------------- | ----------------- | ---------------- | ------------ |
| 1  | venezuelai nagydíj  | San Carlos   |                   | Pier Paolo Bianchi | Kenny Roberts   | Katajama Takazumi | Barry Sheene     | Összefoglaló |
| 2  | spanyol nagydíj     | Jarama       | Eugenio Lazzarini | Eugenio Lazzarini  | Gregg Hansford  |                   | Pat Hennen       | Összefoglaló |
| 3  | osztrák nagydíj     | Salzburgring |                   | Eugenio Lazzarini  |                 | Kork Ballington   | Kenny Roberts    | Összefoglaló |
| 4  | francia nagydíj     | Nogaro       |                   | Pier Paolo Bianchi | Gregg Hansford  | Gregg Hansford    | Kenny Roberts    | Összefoglaló |
| 5  | nemzetek nagydíja   | Mugello      | Ricardo Tormo     | Eugenio Lazzarini  | Kork Ballington | Kork Ballington   | Kenny Roberts    | Összefoglaló |
| 6  | holland nagydíj     | Assen        | Eugenio Lazzarini | Eugenio Lazzarini  | Kenny Roberts   | Kork Ballington   | Johnny Cecotto   | Összefoglaló |
| 7  | belga nagydíj       | Spa          | Ricardo Tormo     | Pier Paolo Bianchi | Paolo Pileri    |                   | Wil Hartog       | Összefoglaló |
| 8  | svéd nagydíj        | Karlskoga    |                   | Pier Paolo Bianchi | Gregg Hansford  | Gregg Hansford    | Barry Sheene     | Összefoglaló |
| 9  | finn nagydíj        | Imatra       |                   | Ángel Nieto        | Kork Ballington | Kork Ballington   | Wil Hartog       | Összefoglaló |
| 10 | brit nagydíj        | Silverstone  |                   | Ángel Nieto        | Anton Mang      | Kork Ballington   | Kenny Roberts    | Összefoglaló |
| 11 | német nagydíj       | Nürburgring  | Ricardo Tormo     | Ángel Nieto        | Kork Ballington | Katajama Takazumi | Virginio Ferrari | Összefoglaló |
| 12 | csehszlovák nagydíj | Brno         | Ricardo Tormo     |                    | Kork Ballington | Kork Ballington   |                  | Összefoglaló |
| 13 | jugoszláv nagydíj   | Fiume        | Ricardo Tormo     | Ángel Nieto        | Gregg Hansford  | Gregg Hansford    |                  | Összefoglaló |

## Végeredmény

### 500 cm³
| #  | Versenyző         | Rajtszám | Ország             | Motor  | Pont | Győzelem |
| -- | ----------------- | -------- | ------------------ | ------ | ---- | -------- |
| 1  | Kenny Roberts     | 80       | USA                | Yamaha | 110  | 4        |
| 2  | Barry Sheene      | 7        | Egyesült Királyság | Suzuki | 100  | 2        |
| 3  | Johnny Cecotto    | 4        | Venezuela          | Yamaha | 66   | 1        |
| 4  | Wil Hartog        | 10       | Hollandia          | Suzuki | 65   | 2        |
| 5  | Katajama Takazumi | 8        | Japán              | Yamaha | 53   | 0        |
| 6  | Pat Hennen        | 3        | USA                | Suzuki | 51   | 1        |
| 7  | Steve Baker       | 2        | USA                | Suzuki | 42   | 0        |
| 8  | Teuvo Lansivuori  | 9        | Finnország         | Suzuki | 39   | 0        |
| 9  | Marco Lucchinelli | 11       | Olaszország        | Suzuki | 30   | 0        |
| 10 | Michel Rougerie   | 13       | Franciaország      | Suzuki | 23   | 0        |

### 350 cm³
| #  | Versenyző          | Rajtszám | Ország                  | Motor    | Pont | Győzelem |
| -- | ------------------ | -------- | ----------------------- | -------- | ---- | -------- |
| 1  | Kork Ballington    | 5        | Dél-afrikai Köztársaság | Kawasaki | 134  | 6        |
| 2  | Katajama Takazumi  | 1        | Japán                   | Yamaha   | 77   | 2        |
| 3  | Gregg Hansford     |          | Ausztrália              | Kawasaki | 76   | 3        |
| 4  | Jon Ekerold        | 3        | Dél-afrikai Köztársaság | Yamaha   | 64   | 0        |
| 5  | Tom Herron         | 2        | Egyesült Királyság      | Yamaha   | 50   | 0        |
| 6  | Michel Rougerie    | 4        | Franciaország           | Yamaha   | 47   | 0        |
| 7  | Franco Bonera      |          | Olaszország             | Yamaha   | 37   | 0        |
| 8  | Patrick Fernandez  | 8        | Franciaország           | Yamaha   | 36   | 0        |
| 9  | Victor Soussan     | 12       | Franciaország           | Yamaha   | 34   | 0        |
| 10 | Olivier Chevallier | 6        | Franciaország           | Yamaha   | 27   | 0        |

### 250 cm³
| #  | Versenyző         | Rajtszám | Ország                  | Motor      | Pont | Győzelem |
| -- | ----------------- | -------- | ----------------------- | ---------- | ---- | -------- |
| 1  | Kork Ballington   | 6        | Dél-afrikai Köztársaság | Kawasaki   | 124  | 4        |
| 2  | Gregg Hansford    |          | Ausztrália              | Kawasaki   | 118  | 4        |
| 3  | Patrick Fernandez | 10       | Franciaország           | Yamaha     | 55   | 0        |
| 4  | Kenny Roberts     | 80       | USA                     | Yamaha     | 54   | 2        |
| 5  | Anton Mang        |          | NSZK                    | Kawasaki   | 52   | 1        |
| 6  | Tom Herron        | 5        | Egyesült Királyság      | Yamaha     | 48   | 0        |
| 7  | Mario Lega        |          | Olaszország             | Morbidelli | 44   | 0        |
| 8  | Franco Uncini     |          | Olaszország             | Yamaha     | 42   | 0        |
| 9  | Jon Ekerold       | 9        | Dél-afrikai Köztársaság | Yamaha     | 40   | 0        |
| 10 | Paolo Pileri      | 31       | Olaszország             | Morbidelli | 35   | 1        |

### 125 cm³
| #  | Versenyző              | Rajtszám | Ország             | Motor      | Pont | Győzelem |
| -- | ---------------------- | -------- | ------------------ | ---------- | ---- | -------- |
| 1  | Eugenio Lazzarini      | 2        | Olaszország        | MBA        | 114  | 4        |
| 2  | Ángel Nieto            | 3        | Spanyolország      | Minarelli  | 88   | 4        |
| 3  | Pier Paolo Bianchi     | 1        | Olaszország        | Minarelli  | 70   | 4        |
| 4  | Harald Bartol          | 7        | Ausztria           | Morbidelli | 68   | 0        |
| 5  | Thierry Espié          | 27       | Franciaország      | Motobécane | 62   | 0        |
| 6  | Maurizio Massimiani    | 11       | Olaszország        | Morbidelli | 56   | 0        |
| 7  | Hans Müller            | 8        | Svájc              | Morbidelli | 48   | 0        |
| 8  | Per-Edward Carlsson    |          | Svédország         | Morbidelli | 46   | 0        |
| 9  | Jean-Louis Guignabodet |          | Franciaország      | Morbidelli | 42   | 0        |
| 10 | Clive Horton           |          | Egyesült Királyság | MBA        | 25   | 0        |

### 50 cm³
| #  | Versenyző         | Rajtszám | Ország        | Motor    | Pont | Győzelem |
| -- | ----------------- | -------- | ------------- | -------- | ---- | -------- |
| 1  | Ricardo Tormo     | 3        | Spanyolország | Bultaco  | 99   | 5        |
| 2  | Eugenio Lazzarini | 2        | Olaszország   | Kreidler | 64   | 2        |
| 3  | Patrick Plisson   | 5        | Franciaország | ABF      | 48   | 0        |
| 4  | Wolfgang Müller   | 20       | NSZK          | Kreidler | 28   | 0        |
| 5  | Rolf Blatter      | 17       | Svájc         | Kreidler | 25   | 0        |
| 6  | Stefan Dörflinger | 6        | Svájc         | Kreidler | 24   | 0        |
| 7  | Claudio Lusuardi  | 18       | Olaszország   | Bultaco  | 20   | 0        |
| 8  | Peter Looyestein  | 27       | Hollandia     | Kreidler | 14   | 0        |
| 9  | Ingo Emmerich     | 23       | NSZK          | Kreidler | 14   | 0        |
| 10 | Aldo Pero         | 15       | Olaszország   | Kreidler | 13   | 0        |